# Ceratomyces mirabilis
Ceratomyces mirabilis är en svampart som beskrevs av Thaxt. 1893. Ceratomyces mirabilis ingår i släktet Ceratomyces och familjen Ceratomycetaceae.   Inga underarter finns listade i Catalogue of Life.